# 20 000 złotych 1993 Zamek w Łańcucie
20 000 złotych 1993 Zamek w Łańcucie – okolicznościowa moneta o nominale dwadzieścia tysięcy złotych, wprowadzona do obiegu 28 czerwca 1993 r. zarządzeniem z 17 maja 1993 r. (M.P. z 1993 r. nr 26, poz. 277), wycofana z dniem denominacji z 1 stycznia 1995 r., rozporządzeniem prezesa Narodowego Banku Polskiego z dnia 18 listopada 1994 r. (M.P. z 1994 r. nr 61, poz. 541).
Moneta została wybita w ramach serii tematycznej Zamki i Pałace w Polsce, Zabytki Kultury Materialnej.

## Awers
W centralnym punkcie umieszczono godło – orła w koronie, po obydwu stronach orła rok „1993”, całość otoczona okręgiem z wystającymi małymi krzyżykami, dookoła napis „RZECZPOSPOLITA POLSKA”,  na dole „ZŁ 20000 ZŁ”, a pod łapą orła znak mennicy w Warszawie.

## Rewers
Na tej stronie monety znajduje się Zamek w Łańcucie, przed nim kareta, w górnej części napis „ZAMEK W ŁAŃCUCIE”, dookoła ozdobne gałązki, a na dole, z prawej strony, pod wieżą, monogram projektantki.

## Nakład
Monetę bito w Mennicy Państwowej, w miedzioniklu, na krążku o średnicy 29,5 mm, masie 10,8 grama, z rantem ząbkowanym, w nakładzie 500 000 sztuk, według projektu Ewy Tyc-Karpińskiej.

## Opis
20 000 złotych Zamek w Łańcucie jest pierwszą monetą obiegową z wizerunkiem okolicznościowym serii tematycznej − Zamki i pałace w Polsce. Pozostałe monety obiegowe z wizerunkiem okolicznościowym były emitowane przez Narodowy Bank Polski jako dwuzłotówki.

## Powiązane monety
Z identycznym rysunkiem rewersu Narodowy Bank Polski wyemitował monetę kolekcjonerską z roku 1993, w srebrze Ag999, o nominale 300 000 złotych, średnicy 40 mm, masie 31,1 grama, z rantem gładki.

## Wersje próbne
Istnieje wersja tej monety należąca do serii próbnej w niklu, wybita w nakładzie 500 sztuk.